# كولة السد (الرضمة)

تعديل مصدري - تعديل

كولة السد محلة تابعة لقرية مدكم، التابعة لعزلة عجيب بمديرية الرضمة إحدى مديريات محافظة إب في الجمهورية اليمنية.، بلغ تعداد سكانها 22 حسب تعداد اليمن لعام 2004.